# 우부현

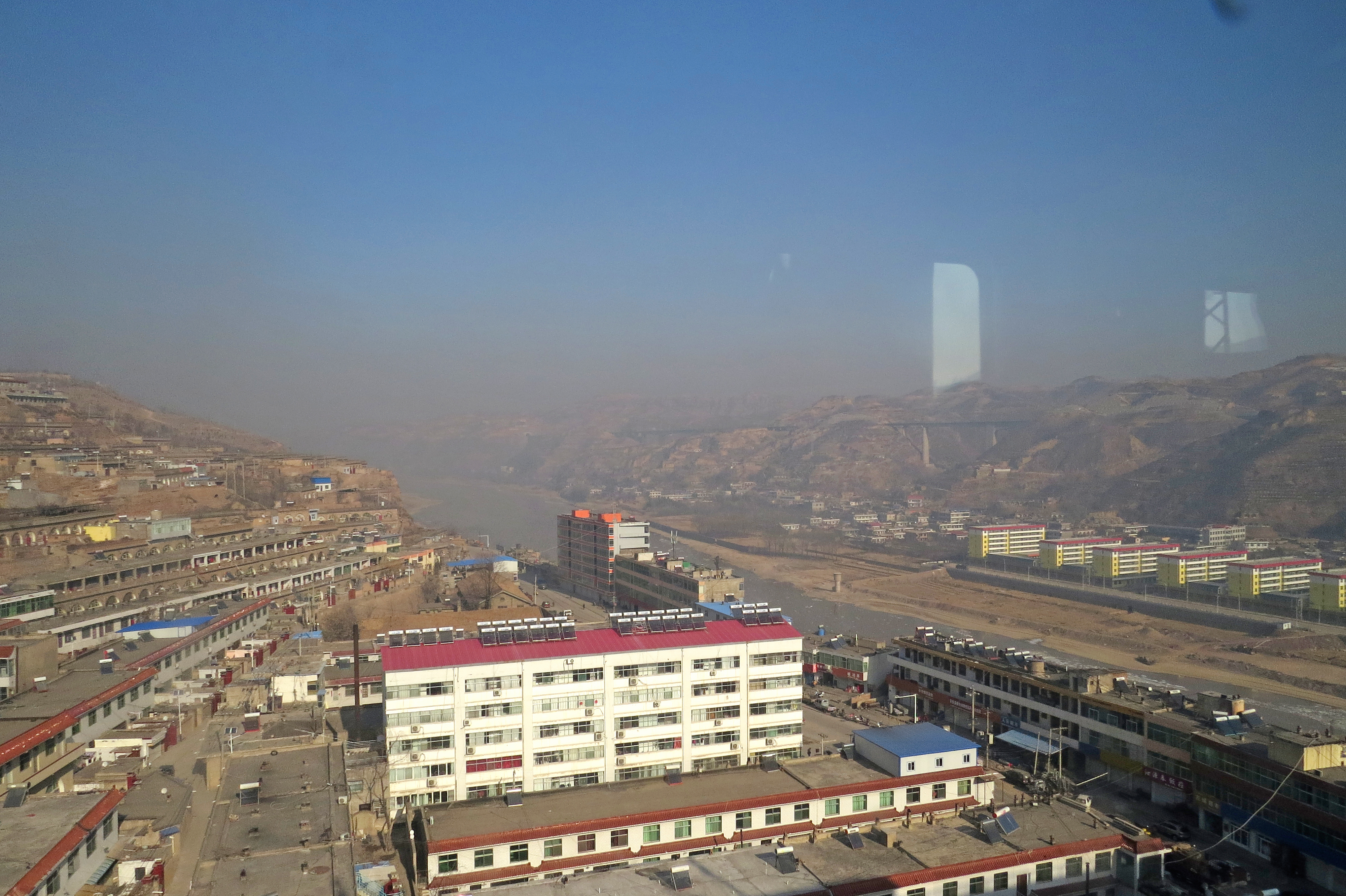

우부현(한국어: 오보현, 중국어: 吴堡县, 병음: Wúbǔ Xiàn)은 중화인민공화국 산시성 위린시의 남동쪽의 현급 행정구역으로 황하의 서쪽 기슭에 위치한다. 강 건너편은 산시성 (산서성)의 류린현이고 자 현, 쑤이더현과 접한다. 현의 전형적인 풍경은 황토 고원으로 가뭄은 대개 이 지역에 심각한 토양 침식을 유발한다. 넓이는 428km2이고, 인구는 2007년 기준으로 80,000명이다.

## 개관
우부 현의 위치: 위린에서 176km, 옌안에서 260km, 성도 시안에서 628km 떨어져있다.

## 경제
우부는 가난한 현이다. 대규모의 품질 좋은 석탄 광산이 2005년에 발견되었고 개발되고 있다. 다른 광물 자원으로 석탄 가스, 형석, 인 등이다. 영역을 통과하는 307번 국도와 타이중 철도가 건설 중이다. 지역 특산품은 누에이다.

## 역사
이 지역은 혁련발발이 남조의 송나라 유유의 포로를 잡아두는 데 사용했던 곳이다. 예전의 이름은 웨얼부(吴儿堡)였다. 북한 때 우부에 석조 도시가 건설되었다. 현재 명나라와 청나라 때 지어진 몇몇 건물들이 여전히 보존되어있다. 언덕에서는 물을 구하기 어렵기 때문에 대부분의 주민들은 산기슭의 새로운 마을로 이주하였다. 우부는 중일전쟁과 국공내전 때 산간링 국경지대의 일부였다.

## 행정 구역
4개 진, 4개 향을 관할한다.
- 진: 宋家川镇, 辛家沟镇, 郭家沟镇, 寇家塬镇.
- 향: 张家山乡, 岔上乡, 丁家湾乡, 薛下村乡.

## 기후
| Wubu (1981−2010)의 기후                        | Wubu (1981−2010)의 기후 | Wubu (1981−2010)의 기후 | Wubu (1981−2010)의 기후 | Wubu (1981−2010)의 기후 | Wubu (1981−2010)의 기후 | Wubu (1981−2010)의 기후 | Wubu (1981−2010)의 기후 | Wubu (1981−2010)의 기후 | Wubu (1981−2010)의 기후 | Wubu (1981−2010)의 기후 | Wubu (1981−2010)의 기후 | Wubu (1981−2010)의 기후 | Wubu (1981−2010)의 기후 |
| 월                                             | 1월                     | 2월                     | 3월                     | 4월                     | 5월                     | 6월                     | 7월                     | 8월                     | 9월                     | 10월                    | 11월                    | 12월                    | 연간                    |
| ---------------------------------------------- | ----------------------- | ----------------------- | ----------------------- | ----------------------- | ----------------------- | ----------------------- | ----------------------- | ----------------------- | ----------------------- | ----------------------- | ----------------------- | ----------------------- | ----------------------- |
| 역대 최고 기온 °C (°F)                         | 12.0 (53.6)             | 21.4 (70.5)             | 31.0 (87.8)             | 38.5 (101.3)            | 38.4 (101.1)            | 42.8 (109.0)            | 41.5 (106.7)            | 40.0 (104.0)            | 39.2 (102.6)            | 30.8 (87.4)             | 22.7 (72.9)             | 15.3 (59.5)             | 42.8 (109.0)            |
| 일평균 최고 기온 °C (°F)                       | 0.8 (33.4)              | 6.0 (42.8)              | 13.2 (55.8)             | 21.6 (70.9)             | 27.5 (81.5)             | 31.2 (88.2)             | 32.5 (90.5)             | 30.2 (86.4)             | 25.1 (77.2)             | 18.5 (65.3)             | 10.0 (50.0)             | 2.3 (36.1)              | 18.2 (64.8)             |
| 일일 평균 기온 °C (°F)                         | −5.6 (21.9)             | −0.7 (30.7)             | 6.2 (43.2)              | 14.3 (57.7)             | 20.4 (68.7)             | 24.5 (76.1)             | 26.1 (79.0)             | 24.0 (75.2)             | 18.8 (65.8)             | 11.8 (53.2)             | 3.3 (37.9)              | −3.8 (25.2)             | 11.6 (52.9)             |
| 일평균 최저 기온 °C (°F)                       | −10.2 (13.6)            | −5.7 (21.7)             | 0.5 (32.9)              | 7.7 (45.9)              | 13.7 (56.7)             | 18.2 (64.8)             | 20.8 (69.4)             | 19.1 (66.4)             | 13.8 (56.8)             | 6.7 (44.1)              | −1.4 (29.5)             | −8.0 (17.6)             | 6.3 (43.3)              |
| 역대 최저 기온 °C (°F)                         | −20.7 (−5.3)            | −17.5 (0.5)             | −13.1 (8.4)             | −3.1 (26.4)             | 1.4 (34.5)              | 9.4 (48.9)              | 15.3 (59.5)             | 11.5 (52.7)             | 2.1 (35.8)              | −5.4 (22.3)             | −16.7 (1.9)             | −20.3 (−4.5)            | −20.7 (−5.3)            |
| 평균 강수량 mm (인치)                          | 4.1 (0.16)              | 5.3 (0.21)              | 13.2 (0.52)             | 21.2 (0.83)             | 34.5 (1.36)             | 56.5 (2.22)             | 85.9 (3.38)             | 104.5 (4.11)            | 71.7 (2.82)             | 31.0 (1.22)             | 12.6 (0.50)             | 3.6 (0.14)              | 444.1 (17.47)           |
| 평균 상대 습도 (%)                             | 57                      | 51                      | 45                      | 39                      | 41                      | 48                      | 60                      | 66                      | 67                      | 65                      | 61                      | 59                      | 55                      |
| 출처: China Meteorological Data Service Center |                         |                         |                         |                         |                         |                         |                         |                         |                         |                         |                         |                         |                         |